# Donji Kladari
Donji Kladari je naseljeno mjesto u sastavu općine Srbac, Republika Srpska, BiH.

## Stanovništvo
| Donji Kladari      |              |
| Godina popisa      | 1991.        |
| Srbi               | 216 (97,30%) |
| Hrvati             | 2 (0,90%)    |
| Muslimani          | 0            |
| Jugoslaveni        | 3 (1,35%)    |
| ostali i nepoznato | 1 (0,45[%)   |
| ukupno             | 222          |

## Poznate osobe
- Marko Pipunić, hrvatski poduzetnik